# قمام كبير الثمر
قِمَام كبير الثمر أو عنب الدب الأمريكي نوع من التوت البري في أمريكة الشمالية من جنس قِمام. يأتي الاسم (بالإنجليزية: Cranberry)‏ من شكل سداة الزهرة التي تشبه منقار الكركية.

## الوصف
جنبة معمرة ، غالبًا ما تنمو في الهواء (تزحف على طول سطح الأرض لبعض المسافة وسرعان ما تشرأب). تبدأ أزهارها بلون أبيض أو زهري ثم تليها التوت الأحمر أو الوردي الحامض، عرضها يراوح من 9 إلى 14 مم.

## التوزع
يعد القمام كبير الثمر واطناً في وسط وشرق كندا (من أُنْطَريَة إلى نيوفاوندلاند) والشمال الشرقي والشمال الأوسط للولايات المتحدة (شمال شرق ومنطقة البحيرات الكبرى جبال الأَبَلاش في أقصى الجنوب مثل كَرُلَينة وتنيسي).  وُطِّن في أجزاء من أوروبا ومواقع متفرقة في أمريكا الشمالية على طول غرب كندا (كُلُمْبِيَة البريطانية) وغرب الولايات المتحدة (الساحل الغربي).

## الاستخدامات البشرية
يُزرع هذا النوع تجاريًا فيكون محصولاً ذا ريع لثمرة الصالح للأكل.  يزرع العديد من هذه الأنواع في أحواض اصطناعية تسمى رخاخ التوت البري.  الاستخدام الشائع للتوت هو في الصلصة التي تقدم مع الديك الرومي المشوي. هناك بعض الأدلة التي تشير إلى أن التوت أو عصيرها يمكن أن يكون مفيدًا في علاج أو منع بعض التهابات المسالك البولية ، ولكن ذلك لم يتأكد حتى الآن، وليس بديلاً عن الإدارة الطبية.  تشير بعض الأبحاث إلى أن التوت البري قد يثبط استعمار الملوية البوابية بلا أعراض، لكنه أقل نجعاً من المضادات الحيوية في المرضى الذين يعانون من الأعراض. 